# Lukas Thiele
Lukas Thiele (* 5. Juli 1996 in Deutschland) ist ein deutscher Motorsportler.

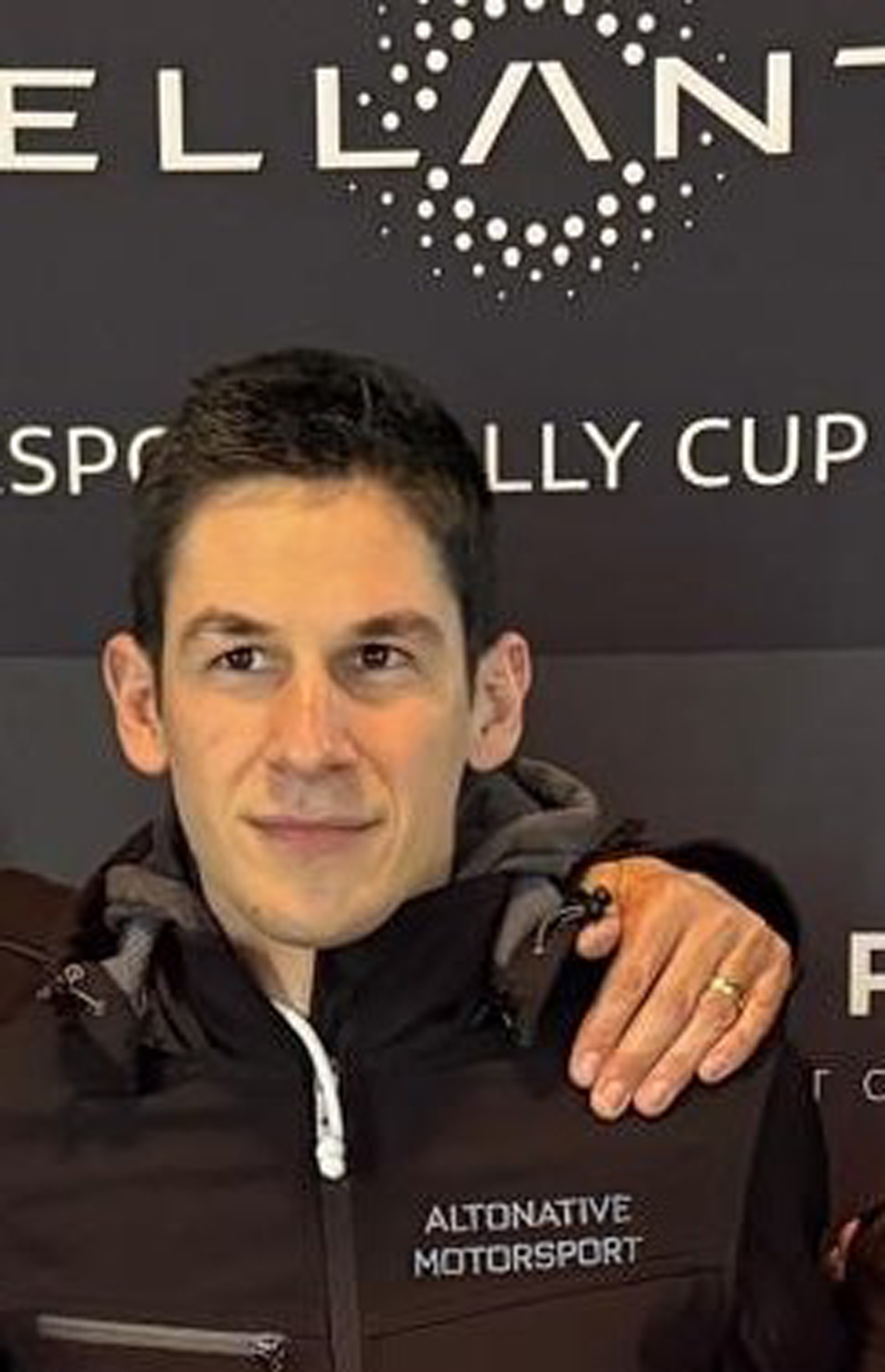
Lukas Thiele

## Anfänge
Thieles Karriere begann im Kartsport 2004–2016. Ab 2017 wechselte Thiele in den Tourenwagensport und startete in der Langstreckenserie NES500. In den Jahren 2018 und 2019 nahm er an der VLN Langstreckenmeisterschaft auf dem Nürburgring in der TCR Klasse teil und war auch beim 24-Stunden-Rennen auf der Nordschleife aktiv. Während dieser Zeit war er an der Entwicklung des Lada Vesta TCR beteiligt und startete unter anderem für das FEV Racing Team aus Aachen.

## Rallyesport
Mit seinem eigenen Team, Altonative Motorsport, startete Thiele 2021 und 2022 im ADAC Opel e-Rallye Cup. In der Saison 2023 setzte er den Opel Corsa Rally4 bei verschiedenen Veranstaltungen in Deutschland und in der Niederländischen Rallye-Meisterschaft ein.

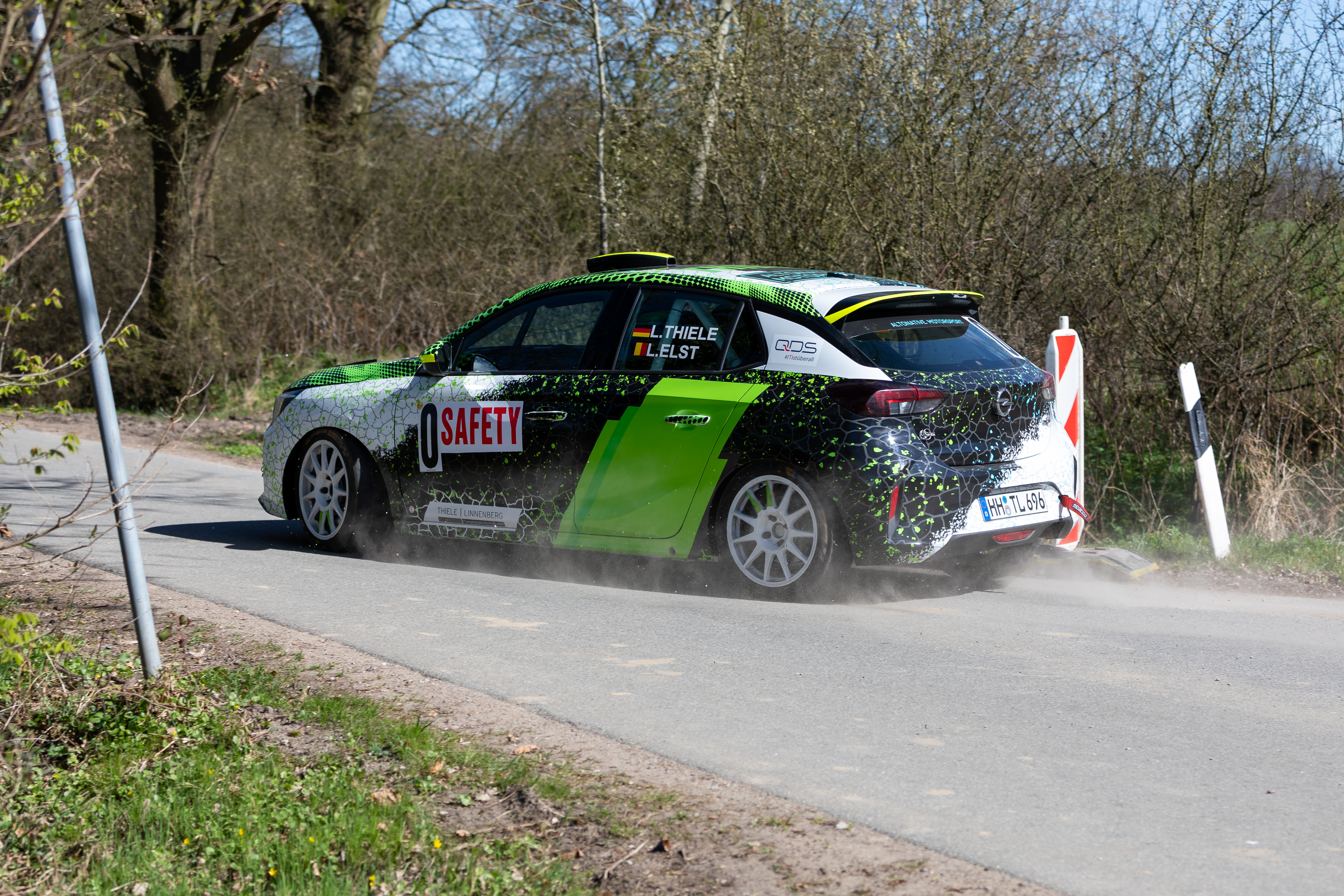
Thiels Opel Corsa Rally4 als Null-Fahrzeug bei der Stormarn Rallye

Im Jahr 2024 nahm Thiele am Stellantis Motorsport Rally Cup Belux teil, darunter an der Ardeca Ypres Rally und der East Belgian Rally. Dort zeigte er konstante Leistungen und konnte die Saison mit Platz 8 abschließen.

## Sonstiges
Thiele ist unter anderem als Instruktor bei Events tätig.